# Rosie Kelly
Pour les articles homonymes, voir Kelly.
Pas d'image ? Cliquez ici

a Compétitions nationales et continentales officielles uniquement.

b Matchs officiels uniquement.
Dernière mise à jour le 6 novembre 2024.
Rosie Kelly, née le 16 janvier 2000, est une joueuse internationale néo-zélandaise de rugby à XV et de rugby à XIII, évoluant principalement aux postes d'arrière, de centre et de demi d’ouverture. Elle joue avec la franchise des Chiefs Manawa en Super Rugby Aupiki.

## Biographie
Rosie Kelly naît le 16 janvier 2000. Originaire de Hokitika, sur la côte ouest, elle joue dès l'âge de quatre ans à l'école de rugby à XV où son père est éducateur. Elle joue avec les garçons jusqu'à l'âge de douze ans. Elle part dans une école de Christchurch afin de pouvoir continuer à jouer au sein d'une équipe féminine. Déjà positionnée à l'ouverture, elle est capitaine de son équipe et a pour entraineuse Kendra Cocksedge. Elle est toujours lycéenne quand elle sélectionnée comme demi de mêlée dans l'effectif de Canterbury qui remporte l'édition 2017 de la Farah Palmer Cup (FPC). Mais en concurrence avec Kendra Cocksedge, elle joue peu.[réf. nécessaire]
Après le lycée, elle part étudier la kinésithérapie à Dunedin et joue pendant trois ans avec Otago, qui évolue alors en Championship, la deuxième division de la FPC. Sportivement, elle retrouve son poste à l'ouverture et elle devient titulaire alors qu'elle n'est que deuxième voire troisième choix à Canterbury : elle a beaucoup de temps de jeu et pense aujourd'hui que ce changement d'équipe fut très positif pour sa progression individuelle.[réf. nécessaire] En 2019, Otago gagne le titre face à Hawke's Bay (24-20) et est promu en Premiership. Rosie Kelly s'illustre avec un essai en finale. Malheureusement Otago n'est pas promu car avec la pandémie de Covid-19, l'édition 2020 de la Farah Palmer Cup est disputée sous forme de poules géographiques.
En 2021, Rosie Kelly retourne à Canterbury avec l'ambition d'atteindre le très haut niveau. Son équipe s'incline en finale de FPC face à Waikato.
En 2022, elle est recrutée par la franchise de Matatū pour jouer la première saison du Super Rugby Aupiki. De retour en FPC, elle remporte son deuxième titre national depuis celui de 2017, face à Auckland (41-14).
En 2023, Rosie Kelly remporte le Super Rugby Aupiki face aux Chiefs Manawa. Elle fait ses débuts internationaux avec la Nouvelle-Zélande au mois de juin contre l'Australie, à Hamilton. Elle dispute ensuite la Pacific Four Series 2023, avec deux matchs sur le banc et une titularisation contre les États-Unis. Elle retrouve ensuite la FPC, où Auckland prend sa revanche et s'impose 39 à 27 en finale. À l'automne, elle est sélectionnée pour disputer, dans son pays, la première édition du WXV.
Elle dispute le Super Rugby Aupiki 2024 mais n'est pas retenue avec les Black Ferns. Elle tente alors l'expérience du rugby à XIII professionnel en Australie avec les Paramatta Eels (en) en National Rugby League. Elle dispute toutes les rencontres de son équipe et inscrit un essai. À la fin de la saison, elle rentre au pays et signe avec les Chiefs Manawa.

## Palmarès

### En franchise et province
- Vainqueur de la Farah Palmer Cup en 2017 et 2022.
- Vainqueur de la deuxième division de la Farah Palmer Cup en 2019.
- Finaliste de la Farah Palmer Cup en 2021 et 2023.
- Vainqueur du Super Rugby Aupiki en 2023.

### En équipe nationale
- Vainqueur de la Pacific Four Series en 2023.